# Aloïs de Liechtenstein (1869-1955)
Pour les articles homonymes, voir Aloïs de Liechtenstein (homonymie).
Aloïs de Liechtenstein, né au château de Hollenegg, en Autriche-Hongrie, le 17 juin 1869 et mort au château de Vaduz, Liechtenstein, le 16 mars 1955 est un prince de la maison de Liechtenstein. Il est le père du prince souverain François-Joseph II.

## Biographie

### Famille
Alois de Liechtenstein est le second fils d'Alfred de Liechtenstein et d'Henriette de Liechtenstein, cousins germains mariés en 1865. Il est seigneur fidéicommissaire de Gross-Ullersdorff (Moravie), membre héréditaire de la Chambre des seigneurs d'Autriche et lieutenant-colonel de réserve de l'armée austro-hongroise.
Il a neuf frères et sœurs : 1) Franziska (1866-1939), 2) Franz de Paula (1868-1929), 3) Julia (1868-1868), 4) Maria Theresia (1871-1964), 5) Johannes (1873-1959), 6) Alfred Roman (1875-1930), 7) Heinrich (1877-1915), 8) Karl (1878-1955) et 9) Georg Hartmann (1880-1931).

### Formation et carrière
Né en 1869, Aloïs est élevé à Vienne, à l'instar des princes de sa famille. Il suit ses études primaires et secondaires au Schottengymnasium, établissement catholique prestigieux de la capitale austro-hongroise. Il est décrit comme un étudiant calme et studieux. Il poursuit sa formation dans l'armée autrichienne dans l'unité des Uhlans Impériaux et Royaux, une division de la cavalerie. Il sert comme capitaine et plus tard comme lieutenant-colonel en Slovénie et en Hongrie, continuant pendant la Première Guerre mondiale, où il gagne le respect de ses troupes.

### Mariage et descendance

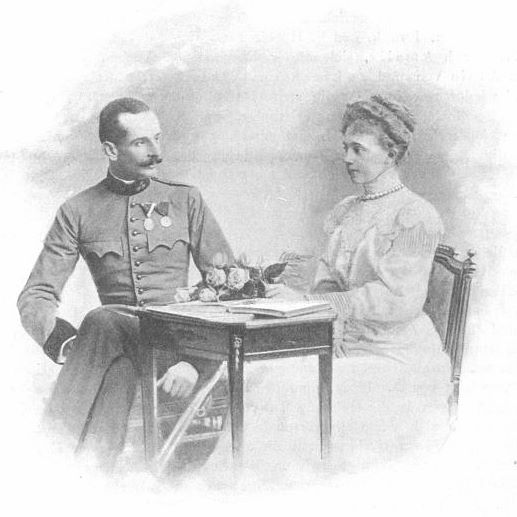
Aloïs de Liechtenstein et sa femme Élisabeth. Sport & Salon, Vienne, 25 avril 1903.

Après des fiançailles annoncées le 8 novembre 1902, au château de Laxenbourg, l'un des palais d'été de la famille impériale autrichienne, le prince contracte une union particulièrement prestigieuse en  épousant le 20 avril 1903, en l'église des Augustins de Vienne, l'archiduchesse Élisabeth de Habsbourg-Lorraine (1878-1960), nièce de l'empereur François-Joseph Ier, fille du défunt archiduc Charles-Louis d'Autriche et de Marie-Thérèse de Bragance, et donc sœur de l'archiduc François-Ferdinand d'Autriche, nièce de l'empereur François-Joseph Ier et tante du futur empereur et roi Charles Ier d'Autriche.
De cette union naissent huit enfants :
- François-Joseph II de Liechtenstein (1906-1989), prince souverain de Liechtenstein (1938-1989) ;
- Marie-Thérèse de Liechtenstein (1908-1973), épouse en 1944 le comte Arthur Strachwitz von Gross-Zauche und Camminetz (1905-1996) ;
- Charles-Alfred de Liechtenstein (1910-1985), épouse en 1949 Agnès-Christine de Habsbourg-Toscane (1928-2007) ;
- Georges de Liechtenstein (1911-1998), épouse en 1948 Marie Christine de Wurtemberg (née en 1924) ;
- Ulric de Liechtenstein (1913-1978), célibataire ;
- Marie-Henriette de Liechtenstein (1914-2011), épouse en 1943 le comte Peter d'Eltz (1909-1992) ;
- Aloïs de Liechtenstein (1917-1967), célibataire ;
- Henri de Liechtenstein (1920-1993), épouse en 1968 la comtesse Amélie Podstatzky-Lichtenstein (1935-2025).

Le couple princier a passé la majeure partie de sa vie conjugale à élever sa famille dans leurs domaines en Hongrie, en Autriche et dans ce qui est maintenant la République tchèque, notamment au château de Frauenthal, à celui de Gross-Ullersdorf et au château de Székesfehérvár.

### Renonciation à la souveraineté
Après la Première Guerre mondiale, Aloïs et Élisabeth ont apporté une aide financière à leurs parents Habsbourg laissés dans la misère par le conflit. En 1923, la famille princière avait subi une diminution significative de ses possessions tchécoslovaques. De plus, les lois successorales impliquaient que la famille ferait face à une longue série d'impôts sur les successions. Le prince au pouvoir, Jean II, avait 82 ans, son frère et héritier direct, le prince François, 69 ans, et le prochain héritier, Franz de Paula (le frère aîné d'Aloïs), 65 ans. Aloïs, 53 ans, était troisième dans l'ordre successoral. La probabilité de quatre morts rapides des chefs de la famille aurait mis les fortunes princières sous une pression financière supplémentaire.
Pour cette raison, le 26 février 1923, concomitamment avec son frère aîné, le prince Franz (1868-1929), le prince Aloïs renonce anticipativement à ses droits à la succession au trône de la principauté de Liechtenstein, en faveur de son fils aîné François-Joseph,.
Le 25 juillet 1938, à la mort de François Ier, c'est donc François-Joseph II qui devient prince souverain de la principauté.

### Mort et funérailles
À partir de 1944, Aloïs et Élisabeth résident à Vaduz. À la fin de l'hiver 1955, Aloïs souffre d'influenza et, après une brève amélioration de son état,
le 16 mars 1955, Aloïs de Liechtenstein meurt, à l'âge de 85 ans, au château de Vaduz. Le 21 mars, il est inhumé dans la cathédrale Saint-Florin de Vaduz.

## Ascendance
( Source :)
|  |                                                          |  |  |  |  |  |  |  |  |  |  |  |  |
|  | 8. Jean Ier de Liechtenstein                             |  |  |  |  |  |  |  |  |  |  |  |  |
|  |                                                          |  |  |  |  |  |  |  |  |  |  |  |  |
|  |                                                          |  |  |  |  |  |  |  |  |  |  |  |  |
|  | 4. Franz Joachim de Liechtenstein                        |  |  |  |  |  |  |  |  |  |  |  |  |
|  |                                                          |  |  |  |  |  |  |  |  |  |  |  |  |
|  |                                                          |  |  |  |  |  |  |  |  |  |  |  |  |
|  | 9. Josepha de Fürstenberg-Weitra                         |  |  |  |  |  |  |  |  |  |  |  |  |
|  |                                                          |  |  |  |  |  |  |  |  |  |  |  |  |
|  |                                                          |  |  |  |  |  |  |  |  |  |  |  |  |
|  | 2. Alfred de Liechtenstein                               |  |  |  |  |  |  |  |  |  |  |  |  |
|  |                                                          |  |  |  |  |  |  |  |  |  |  |  |  |
|  |                                                          |  |  |  |  |  |  |  |  |  |  |  |  |
|  | 10. Alfred Wojciech Potocki                              |  |  |  |  |  |  |  |  |  |  |  |  |
|  |                                                          |  |  |  |  |  |  |  |  |  |  |  |  |
|  |                                                          |  |  |  |  |  |  |  |  |  |  |  |  |
|  | 5. Ewa Józefina Potocka                                  |  |  |  |  |  |  |  |  |  |  |  |  |
|  |                                                          |  |  |  |  |  |  |  |  |  |  |  |  |
|  |                                                          |  |  |  |  |  |  |  |  |  |  |  |  |
|  | 11. Józefina Maria Czartoryska                           |  |  |  |  |  |  |  |  |  |  |  |  |
|  |                                                          |  |  |  |  |  |  |  |  |  |  |  |  |
|  |                                                          |  |  |  |  |  |  |  |  |  |  |  |  |
|  | 1. Aloïs de Liechtenstein                                |  |  |  |  |  |  |  |  |  |  |  |  |
|  |                                                          |  |  |  |  |  |  |  |  |  |  |  |  |
|  |                                                          |  |  |  |  |  |  |  |  |  |  |  |  |
|  | 12=8. Jean Ier de Liechtenstein                          |  |  |  |  |  |  |  |  |  |  |  |  |
|  |                                                          |  |  |  |  |  |  |  |  |  |  |  |  |
|  |                                                          |  |  |  |  |  |  |  |  |  |  |  |  |
|  | 6. Aloïs II                                              |  |  |  |  |  |  |  |  |  |  |  |  |
|  |                                                          |  |  |  |  |  |  |  |  |  |  |  |  |
|  |                                                          |  |  |  |  |  |  |  |  |  |  |  |  |
|  | 13=9. Josepha de Fürstenberg-Weitra                      |  |  |  |  |  |  |  |  |  |  |  |  |
|  |                                                          |  |  |  |  |  |  |  |  |  |  |  |  |
|  |                                                          |  |  |  |  |  |  |  |  |  |  |  |  |
|  | 3. Henriette de Liechtenstein                            |  |  |  |  |  |  |  |  |  |  |  |  |
|  |                                                          |  |  |  |  |  |  |  |  |  |  |  |  |
|  |                                                          |  |  |  |  |  |  |  |  |  |  |  |  |
|  | 14. Franz de Paula Joseph Kinsky von Wchinitz und Tettau |  |  |  |  |  |  |  |  |  |  |  |  |
|  |                                                          |  |  |  |  |  |  |  |  |  |  |  |  |
|  |                                                          |  |  |  |  |  |  |  |  |  |  |  |  |
|  | 7. Franziska Kinsky von Wchinitz und Tettau              |  |  |  |  |  |  |  |  |  |  |  |  |
|  |                                                          |  |  |  |  |  |  |  |  |  |  |  |  |
|  |                                                          |  |  |  |  |  |  |  |  |  |  |  |  |
|  | 15. Thérèse von Wrbna und Freudenthal                    |  |  |  |  |  |  |  |  |  |  |  |  |
|  |                                                          |  |  |  |  |  |  |  |  |  |  |  |  |
|  |                                                          |  |  |  |  |  |  |  |  |  |  |  |  |

## Honneurs
Aloïs de Liechtenstein est :
- 1227e Chevalier de l'ordre de la Toison d'or d'Autriche (1911)[1].